# Způsobové sloveso
Způsobové sloveso (též modální sloveso) je druh slovesa, jehož pomocí se vyjadřuje, zda je dispozice konatele děje k tomuto ději nutná, možná nebo záměrná, vyjadřuje tedy „stupeň realizovatelnosti“ děje, neboli voluntativní modalitu. Většinou se pojí s infinitivem plnovýznamového slovesa, méně často s gerundiem.
Způsobová slovesa někdy ztrácejí některé možnosti časování. Například česká způsobová slovesa netvoří imperativ (rozkazovací způsob) ani pasivum (trpný rod) a nemají vidový protějšek (jsou pouze nedokonavá). V angličtině sloveso must (muset) nemá gerundium ani minulý čas.

## Čeština
V češtině se způsobová slovesa pojí s infinitivem slovesa.

Příklad: On to může udělat.

## Angličtina
V angličtině se způsobová slovesa pojí s infinitivem slovesa.

Příklad: I want to do it. – Já to chci udělat.

## Španělština
Ve španělštině se způsobová slovesa pojí s infinitivem slovesa.

Příklad: Tenemos que hacerlo. – Musíme to udělat.